# Embelia gardneriana
Embelia gardneriana là một loài thực vật có hoa trong họ Anh thảo. Loài này được Wight mô tả khoa học đầu tiên năm 1848.